# Les Martiens
Les Martiens (titre original : The Martians) est un recueil de nouvelles de science-fiction de l'écrivain américain Kim Stanley Robinson publié en avril 1999. Les nouvelles se déroulent dans l'intervalle de temps de La Trilogie de Mars. Ce recueil a reçu le prix Locus du meilleur recueil de nouvelles en 2000.

## Liste des nouvelles
- Michel dans l'antarctique, 2000 ((en) Michel in Antarctica, 1999)
- Exploration du canyon fossile, 2000 ((en) Exploring Fossil Canyon, 1982)
- Le Complot archéobactérien, 2000 ((en) The Archaea Plot, 1999)
- Comment le sol nous parlait, 2000 ((en) The Way the Land Spoke to Us, 1999)
- Maya et Desmond, 2000 ((en) Maya and Desmond, 1999)
- Quatre pistes téléologiques, 2000 ((en) Four Teleological Trails, 1999)
- Coyote fait des siennes, 2000 ((en) Coyote Makes Trouble, 1999)
- Michel en Provence, 2000 ((en) Michel in Provence, 1999)
- Mars la verte, 2000 ((en) Green Mars, 1985)
- Comment Arthur Sternbach apporta la balle courbe sur Mars, 2000 ((en) Arthur Sternbach Brings the Curveball to Mars, 1999)
- Le Doux et le salé, 2000 ((en) Salt and Fresh, 1999)
- La Constitution de Mars, 2000 ((en) The Constitution of Mars, 1999)
- Quelques notes de travail et commentaires sur la Constitution, par Charlotte Dorsa Brevia, 2000 ((en) Some Worknotes and Commentary on the Constitution, by Charlotte Dorsa Brevia, 1999)
- Zo, par Jackie, 2000 ((en) Jackie on Zo, 1999)
- Entretenir la flamme, 2000 ((en) Keeping the Flame, 1999)
- Le Sauvetage du barrage de Noctis, 2000 ((en) Saving Noctis Dam, 1999)
- Grand Homme amoureux, 2000 ((en) Big Man in Love, 1999)
- Plaidoyer pour la mise en œuvre de techniques de terraforming sûres, 2000 ((en) An Argument for the Deployment of All Safe Terraforming Technologies, 1999)
- Sélection d'extraits du Journal d'études aréologiques, 2000 ((en) Selected Abstracts from The Journal of Areological Studies, 1999)
- Odessa, 2000 ((en) Odessa, 1999)
- Dimorphisme sexuel, 2000 ((en) Sexual Dimorphism, 1999)
- Assez est aussi bien qu'un festin, 2000 ((en) Enough Is As Good As a Feast, 1999)
- Ce qui compte, 2000 ((en) What Matters, 1999)
- Coyote se souvient, 2000 ((en) Coyote Remembers, 1999)
- Sax, fragments, 2000 ((en) Sax Moments, 1999)
- Les Noms des canaux, 2000 ((en) The Names of the Canals, 1999)
- Bandes-son, 2000 ((en) The Soundtrack, 1999)
- Une histoire d'amour martienne, 2000 ((en) A Martian Romance, 1999)
- Si Wang Wei vivait sur Mars, 2000 ((en) If Wang Wei Lived on Mars, 1999)
- En visite, 2000 ((en) Visiting, 1999)
- Après un déménagement, 2000 ((en) After a Move, 1999)
- Couleur canyon, 2000 ((en) Canyon Colour, 1999)
- Vastitas Borealis, 2000 ((en) Vastitas Borealis, 1999)
- Chanson dans la nuit, 2000 ((en) Night Song, 1999)
- Désolation, 2000 ((en) Desolation, 1999)
- Autre chanson dans la nuit, 2000 ((en) Another Night Song, 1999)
- Six pensées sur l'art, 2000 ((en) Six Thoughts on the Uses of Art, 1999)
- La Traversée de Mather Pass, 2000 ((en) Crossing Mather Pass, 1999)
- La Nuit dans les montagnes, 2000 ((en) Night in the Mountains, 1999)
- Chouettes invisibles, 2000 ((en) Invisible Owls, 1999)
- Tensing, 2000 ((en) Tenzing, 1999)
- Rapport sur le premier cas reconnu d'aérophagie, 2000 ((en) A Report on the First Recorded Case of Areophagy, 1999)
- Lamentation des rouges, 2000 ((en) The Reds' Lament, 1999)
- Deux ans, 2000 ((en) Two Years, 1999)
- Je dis au revoir à Mars, 2000 ((en) I Say Goodbye to Mars, 1999)
- Mars la violette, 2000 ((en) Purple Mars, 1999)

## Éditions
- The Martians, Kim Stanley Robinson, avril 1999, HarperCollins, 400 pages  (ISBN 0-00-225358-5)
- Les Martiens, Kim Stanley Robinson, 7 septembre 2000, trad. Dominique Haas, Presses de la Cité, 439 pages  (ISBN 978-2258054226)
- Les Martiens, Kim Stanley Robinson, 27 avril 2007, trad. Dominique Haas, Pocket, Pocket Science-fiction no 5906, 538 pages  (ISBN 978-2266160926)